# Калленбюрг, Герард
Герард Калленбюрг (нидерл. Gerard Callenburgh; 6 декабря 1642 года, Виллемстад  — 8 октября 1722 года, Влардинген) — нидерландский адмирал XVII века.

## Биография

### Происхождение и начало карьеры
Герард Калленбюрг родился в Виллемстаде в семье торговца лесом, но выбрал для себя карьеру на флоте, поступив в 1661 году на службу в Адмиралтейство Мааса как гардемарин. В мае 1666 года во время Второй англо-голландской войны он был произведён в младшие лейтенанты. 10 февраля 1671 года он был повышен до лейтенанта и по просьбе лейтенант-адмирала Михаила Адриансона де Рюйтера был назначен на флагман Де Зевен Провинсиен.

### Третья англо-голландская война и назначение капитаном
Во время Третьей англо-голландской войны в 1672 году, будучи всё еще лейтенантом на Де Зевен Провинсиен, он принимал участие в сражении при Солебее. Зимой того же года он командовал ополчением в своих поместных землях во Влардингене. Он был назначен экстраординарным капитаном 15 марта 1673 года и сражался как капитан на Магд ван Дордрехт под началом Яна Янссе ван Неса в Первом сражении при Схооневелте; он был заместителем флаг-капитана Де Зевен Провинсиен Питера де Лифде в сражении при Текселе; 13 февраля 1674 года он был повышен до капитана и оставался капитаном Де Зевен Провинсиен во время экспедиций в том и в 1675 году. В 1676 году он был капитаном Эндрахт в эскадре лейтенант-адмирал-генерала де Рюйтера в Средиземном море. После смерти де Рюйтера в сражении у Агосты Калленбюрг военным трибуналом был назначен исполняющим обязанности вице-адмирала на протяжении всей кампании, будучи при этом командующим эскадрой авангарда. Когда, однако, новый командир, вице-адмирал Ян ден Хан, был убит, Калленбюрг взял на себя командование всем флотом, пока он, уходя от превосходящего французского флота, не смог присоединиться в Неаполе к шаутбенахту Филипу ван Альмонду. В феврале 1677 года он снова вернулся в Нидерланды во главе эскорта, который доставил тело прославленного адмирала на родную землю. В 1678 году он принимал участие в экспедиции Корнелиса Эвертсена-младшего в Средиземное море.

### Годы 1678—1695
После заключения Нимвегенских мирных договоров с Францией стало меньше вакансий для капитанов. С 1678 года Калленбюрг искал работу на борту Влардинген как один из «отцов-основателей». Впрочем, в 1683 году он временно работал в Адмиралтействе Амстердама как флаг-капитан при лейтенант-адмирале Виллеме Бастиансе Схеперсе во время поездки в Швецию. В 1687 году он попытался перехватить серебряные грузы у Санто-Доминго по указанию Вильгельма III Оранского; был встречен испанский галеон, но без серебра.
В 1688 году он был капитаном на Магд ван Дордрехт в составе флота, с которым Вильгельм III вторгся на Британские острова; этот флот состоял в основном из кораблей Адмиралтейства Амстердама. 16 апреля 1689 года он стал вице-адмиралом Адмиралтейства Западной Фрисландии. В течение Войны Аугсбургской лиги он участвовал в разгромном сражении при Бичи-Хед в 1690 году; его корабль был серьёзно поврежден, и только благодаря личным действиям Калленбюрга было предотвращено бегство экипажа с корабля во время отступления. 18 апреля 1692 года он вернулся в Адмиралтейство Роттердама. В качестве флагмана он использовал новый, четвёртый по счёту Де Зевен Провинсиен, на котором он провел зимнюю кампанию 1693 года. В январе 1694 года он отправился на новом Бесхермер (90 орудий) совместно с англичанами в экспедицию, чтобы освободить Барселону; в ноябре 1695 года он снова вернулся в Нидерланды.

### Адмирал
20 ноября 1697 года он вернулся в Адмиралтейство Западной Фрисландии, но уже как лейтенант-адмирал. Во время Войны за испанское наследство он на Бесхермер участвовал в 1702 году в битве в заливе Виго, а в августе 1704 года в англо-голландской операции по захвату Гибралтара, а несколько дней спустя защищал его в сражении при Малаге. 14 февраля 1709 года он был направлен в Адмиралтейство Амстердама, после чего 19 февраля 1711 года он получил последнее назначение в Адмиралтейство Мааса, где он начинал карьеру, получив там командование флотом страны, хотя в связи с заключением Утрехтского договора 1713 года он никогда не участвовал в боевых действиях в этой должности. Эта практика стала распространённой в конце XVII века, во-первых, потому что региональные власти всё больше переводились в подчинение полномочиям адмирал-генерала, в этом случае штатгальтера Вильгельма III, верным и послушным слугой которого был Калленбюрг; позже выборные должности были отменены. Другой характерной чертой того времени является то, что военно-морские офицеры всё чаще входят в состав регентской комиссии: Калленбюрг был членом городского совета Влардингена с 1678 по 1711 год и регулярно становился мэром этого округа.